# Panspermie

Panspermie

De hypothese van panspermia of panspermie stelt dat het leven verspreid in het heelal voorkomt en niet op Aarde zelf is ontstaan. Het zou het gevolg zijn van een "besmetting" met organismen uit de ruimte en sindsdien verder geëvolueerd zijn. Omgekeerd zou leven vanaf Aarde andere hemellichamen 'besmet' kunnen hebben. Panspermie geeft geen antwoord op de vraag hoe het leven elders is ontstaan voordat het op Aarde kwam.
Er zijn nauwelijks aanwijzingen die deze hypothese kunnen tegenspreken of bevestigen. Er is geen leven buiten Aarde bekend.
Drie varianten van de hypothese zijn:
- Lithopanspermie, wat ook wel bekendstaat als interstellaire panspermie, is een theorie die stelt dat er bevroren aminozuren in meteorieten, kometen of planetoïden zouden zitten en dat die ‘zaden van het leven’ zo van een planeet (of een ander hemellichaam) in het ene naar een planeet in het andere planetenstelsel zijn vervoerd.
- Ballistische panspermie, ook bekend als interplanetaire panspermie, stelt dat er micro-organismen zouden zitten in een stuk rots dat door een grote inslag van een planeet is losgekomen. Dit stuk zou dan vervolgens die organismen hebben meegenomen naar een andere planeet. In dat geval moeten micro-organismen in staat zijn om extreme schokken te overleven die ontstaan bij de inslag waarbij het rotsfragment de ruimte in geslingerd wordt, alsook de inslag waarmee het landt op een ander hemellichaam. Onderzoek heeft aangetoond dat er aardse organismen bestaan die in staat zijn dergelijke schokken te overleven.[1]
- Gedirigeerde panspermie stelt dat er door een geavanceerde buitenaardse groep organismen opzettelijk 'zaden' van het leven zouden zijn verspreid.

Bepaalde bacteriesporen kunnen ruimtereizen overleven. Ze kunnen door de zonnewind verder het heelal in geblazen worden of door passerende kometen meegevoerd worden en zouden mogelijk uiteindelijk andere hemellichamen kunnen koloniseren.
Van beerdiertjes is aangetoond dat ze in de ruimte enige tijd kunnen overleven en mogelijk interstellair zouden kunnen reizen wanneer ze opgesloten zouden zijn in een (ijs)komeet. Het is echter de vraag of dit ook praktisch geldt voor interstellaire reizen die vele duizenden tot zelfs miljoenen jaren duren.
Micro-organismen zouden kunnen meeliften op ruimtevaartuigen en zo andere planeten besmetten. Mogelijk is dat al gebeurd. Dit zou het onderzoek naar buitenaards leven moeilijk maken.